# 郭炳胜
郭炳胜（1963年—），山西省天镇县人，汉族，中华人民共和国政治人物、第十二届全国人民代表大会内蒙古地区代表。
毕业于内蒙古师范大学教育专业，加入。2013年，被选为全国人大代表。